# Oud Ootmarsum
Oud Ootmarsum (52° 25′ N, 6° 55′ L) é uma cidade dos Países Baixos, na província de Overijssel. Oud Ootmarsum pertence ao município de Dinkelland, e está situada a 12 km, a norte de Oldenzaal.
A área de Oud Ootmarsum, que também inclui as partes periféricas da cidade, bem como a zona rural circundante, tem uma população estimada em 340 habitantes.